# Phyllanthus novae-hollandiae
Phyllanthus novae-hollandiae är en emblikaväxtart som beskrevs av Johannes Müller Argoviensis. Phyllanthus novae-hollandiae ingår i släktet Phyllanthus och familjen emblikaväxter. Inga underarter finns listade i Catalogue of Life.